# Museo de los Agustinos

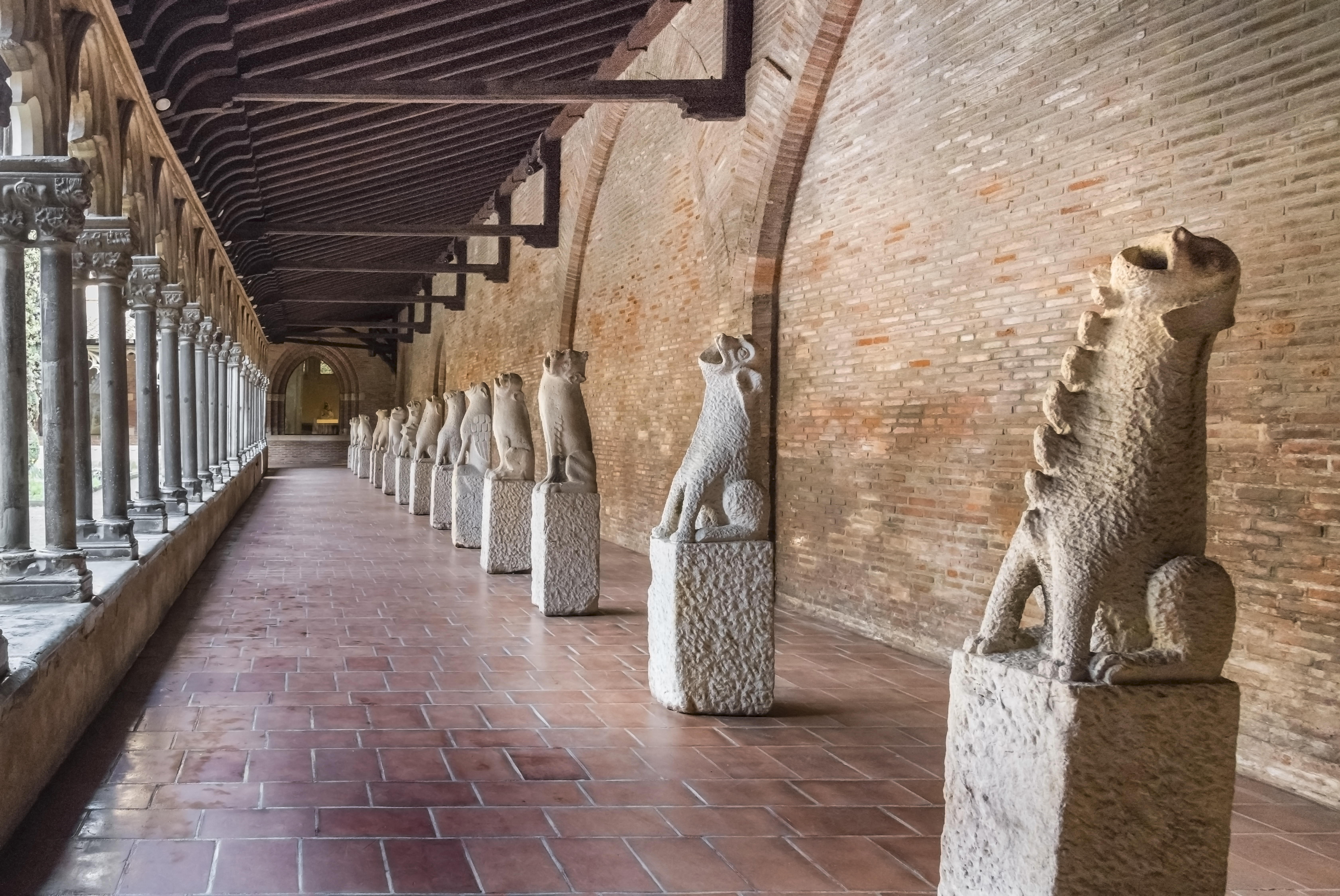
El claustro de los Agustinos.

El Museo de los Agustinos es un museo de Bellas Artes ubicado en el antiguo convento de los Agustinos de Toulouse, en Francia, que alberga las mejores etapas de la historia del arte, pintura y escultura, desde la época paleocristiana a los primeros años del siglo XX. 
Alrededor del claustro, donde se han reconstituido los jardines de la época medieval, se despliegan las antiguas salas de la vida monástica y en particular la iglesia. Abierto al público en 1793 por decreto de la Convención muy poco tiempo después del Louvre, lo que lo convierte en uno de los museos más antiguos de Francia tras el Museo central de París, acogió en un principio al «Muséum Provisoire du Midi de la République» y la Escuela de las Bellas Artes. La colección se constituye a partir de depósitos del estado principalmente. A principios del siglo XIX fueron destruidos varios espacios, sobre todo el refectorio; en su lugar, Eugène Viollet-le-Duc edificó una impresionante escalera y las salas de exposición, entre 1873 y 1901. 
En una preocupación tanto estética como histórica, un conjunto de esculturas góticas se expone en las salas góticas que se encuentran sobre el claustro. Las pinturas religiosas del siglo XV al XVII (Pietro Perugino, Rubens) se encuentran en la iglesia con una sobriedad ejemplar, junto con un órgano construido por Jürgen Ahrend en 1981, como complemento de la rica herencia organística de Toulouse. 
En el ala más reciente, edificada en 1888, la planta baja expone un fondo único, verdadero panorama de la evolución de la escultura románica. La escalera monumental de esta ala, bordeada por esculturas del siglo XIX, conduce a los salones de primer piso, donde se reúnen varias esculturas (Rueden, Falguière, Camille Claudel) y sobre todo las obras de las diferentes escuelas de pintura tolosanas (Chalette, Tournier), francesas (Valenciennes, Eugène Delacroix, Corot), italianas, flamencas y neerlandesas del siglo XVII al XX (Guido Reni, Guardi).

## Las colecciones
Los embargos e incautaciones acontecidos durante la Revolución francesa y la amortización de fondos de la antigua Académie royale de peinture et de sculpture de Toulouse (Real Academia de Pintura y Escultura de Toulouse) permitió disponer de una impresionante colección de más de 4.000 piezas de arte entre pinturas y esculturas.

### Pintura

#### Escuela francesa
Las Escuelas francesas en su globalidad, se encuentran representadas en particular con pinturas de Jean-Baptiste Oudry, Philippe de Champaigne, Louise Moillon, Pierre-Henri de Valenciennes o Jean-Antoine Houdon para el período comprendido entre los siglos XV y XVIII, incluyendo salas dedicadas a los pintores tolosanos y meridionales, como Antoine Rivalz, Jean-Pierre Rivalz, Nicolas Tournier, François de Troy o Joseph Roques.
Se encuentra así mismo representada la pintura que comprende los siglos XIX y XX, con Louis Duveau, Toulouse-Lautrec, Dominique Ingres, Vuillard, Henri Martin o Delacroix.

#### Escuela italiana
La pintura italiana se halla representada en el museo con obras de conocidos pintores como El Perugino, Guido Reni, Crespi, Guardi o Guercino.

#### Otras escuelas
El museo posee una colección de pinturas de pintores holandeses y flamencos como Rubens, Van Aelst o Van Haarleem. 

### Escultura

#### Escultura románica
El museo contiene una de las más ricas colección del mundo de capiteles y esculturas correspondientes a la escultura románica en Francia (siglo XII). Estos fondos proceden de tres grandes edificios religiosos situados en Toulouse; la Basílica de la Daurade, la Basílica de Saint-Sernin y la Catedral de Toulouse.

#### Escultura gótica
Este fondo, que representa las obras góticas regionales entre los siglos XIV y XV, se compone de muchas esculturas procedentes de Notre-Dame de Grasse y de la capilla de Rieux, construida en torno al año 1340 en un convento de Cordeliers. El museo también conserva una colección de gárgolas expuestas en el claustro.

#### Obras en terracota
El convento-museo alberga una notable y única colección de ocho personajes realizados en arcilla que datan del siglo XVI, provenientes de la Basílica de Saint-Sernin de Toulouse. Entre otras las del escultor Marc Arcis.

#### Escultura delsigloXIX
Una serie de esculturas del siglo XIX representa a este periodo, con obras de artistas como Alexandre Falguière o su alumno Antonin Mercié, Rodin o una de bronce de Camille Claudel.

## Galería

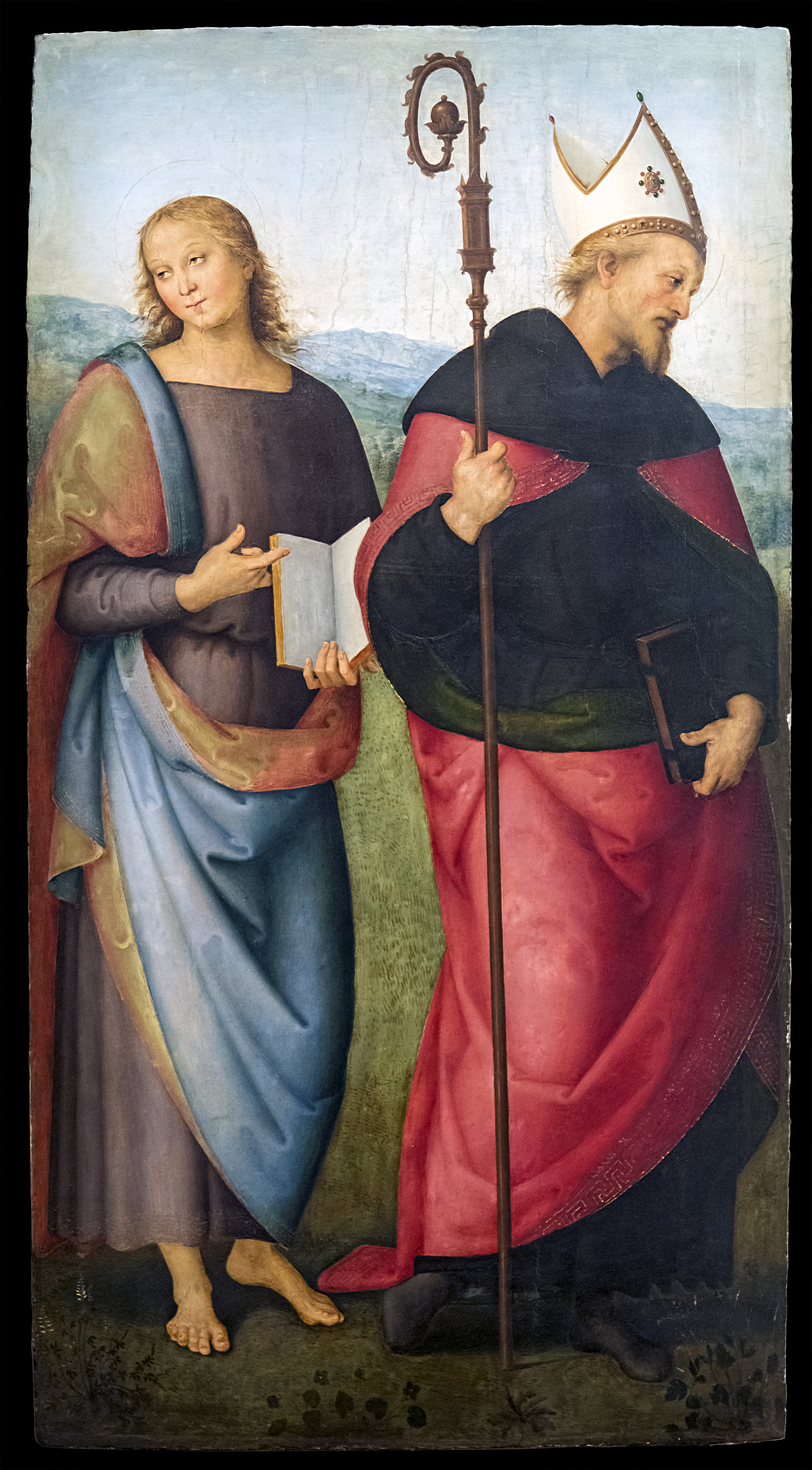
Perugino, San Juan el Evangelista y San Agustín (1512-1523)
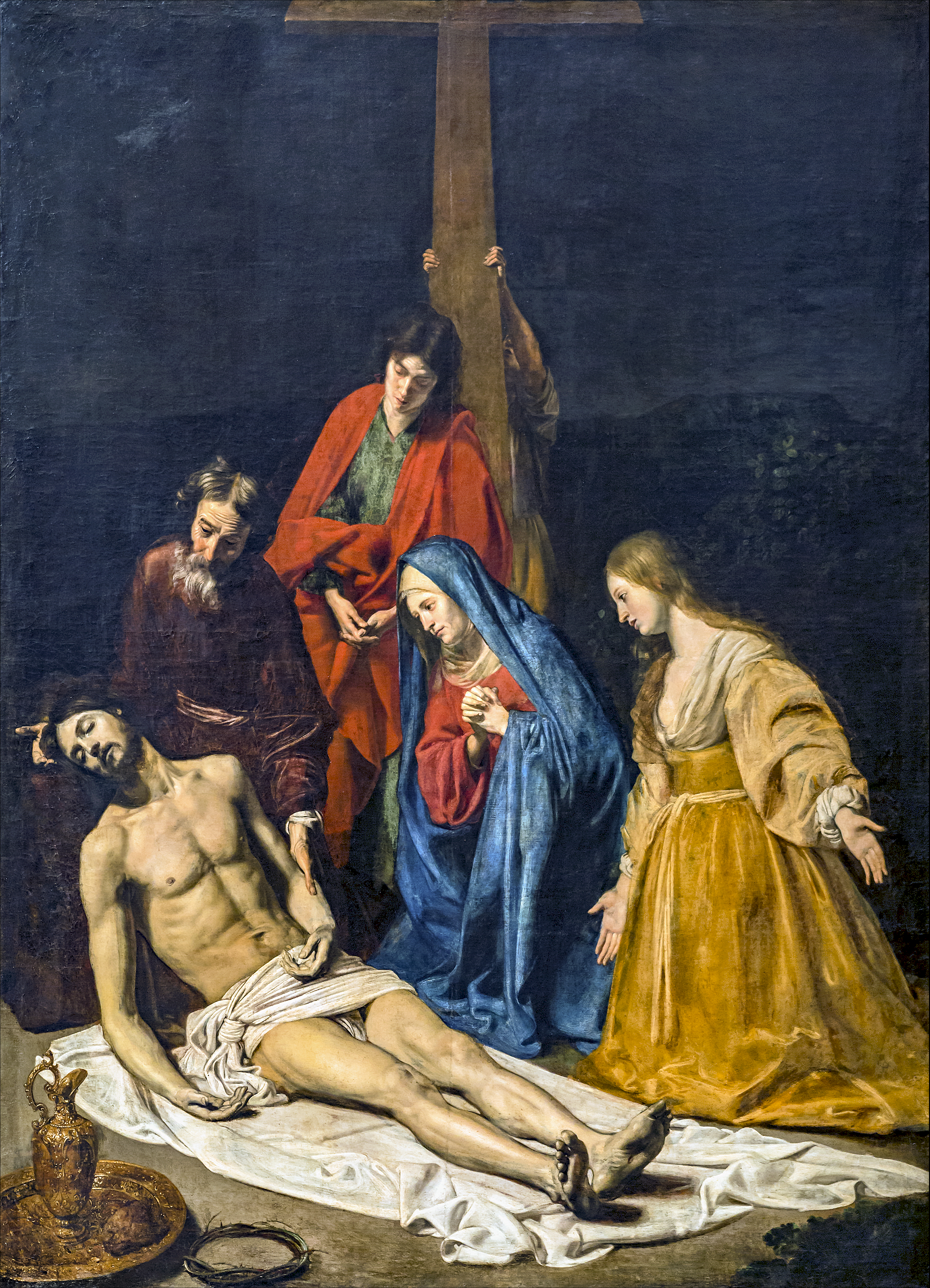
Nicolas Tournier, Cristo descendido de la cruz (hacia 1630)
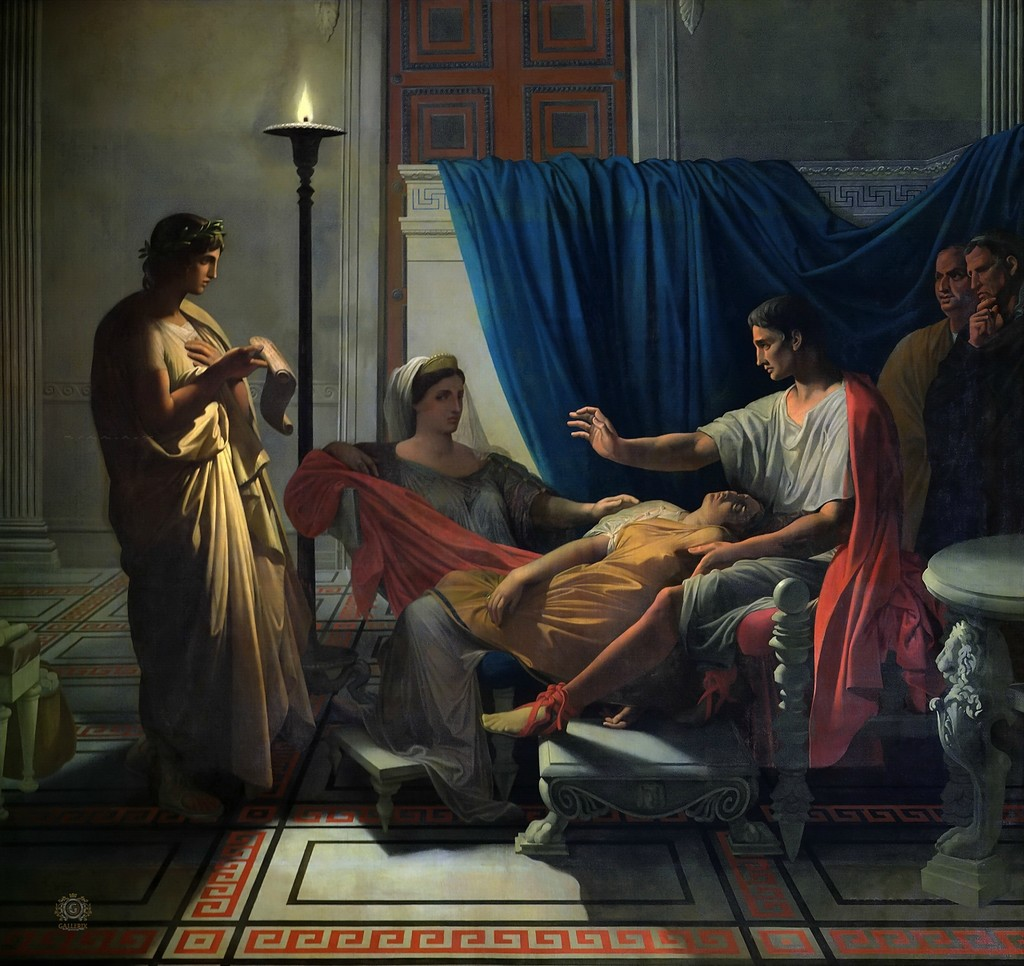
Jean-Auguste-Dominique Ingres, Virgilio lee la Eneida a Livia, Octavia y Augusto (1812)
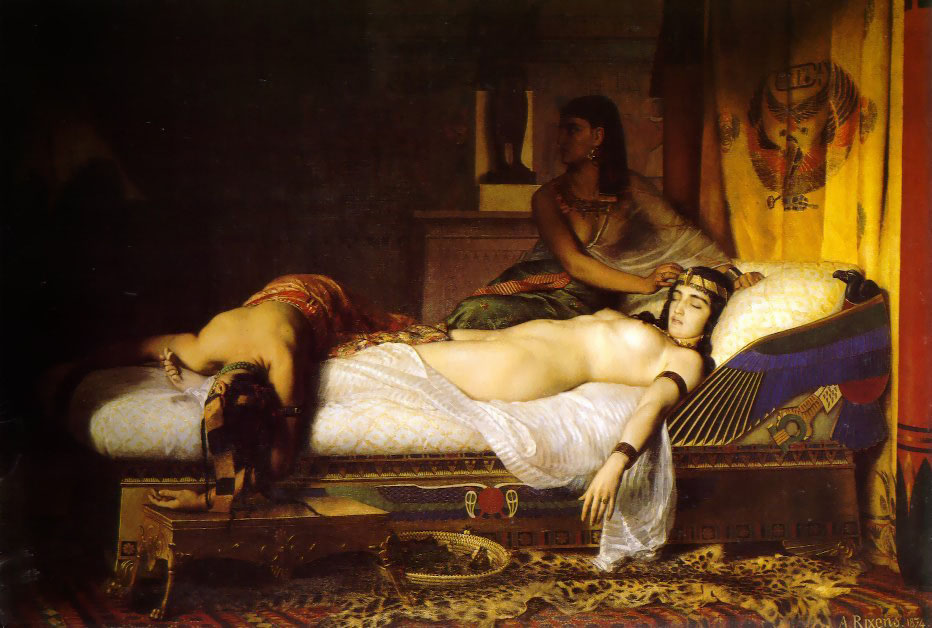
Jean-André Rixens, Muerte de Cleopatra (1874)
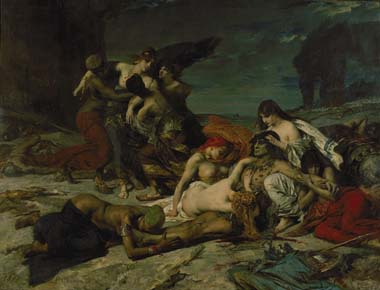
Fernand Cormon, Muerte de Ravana (1875)
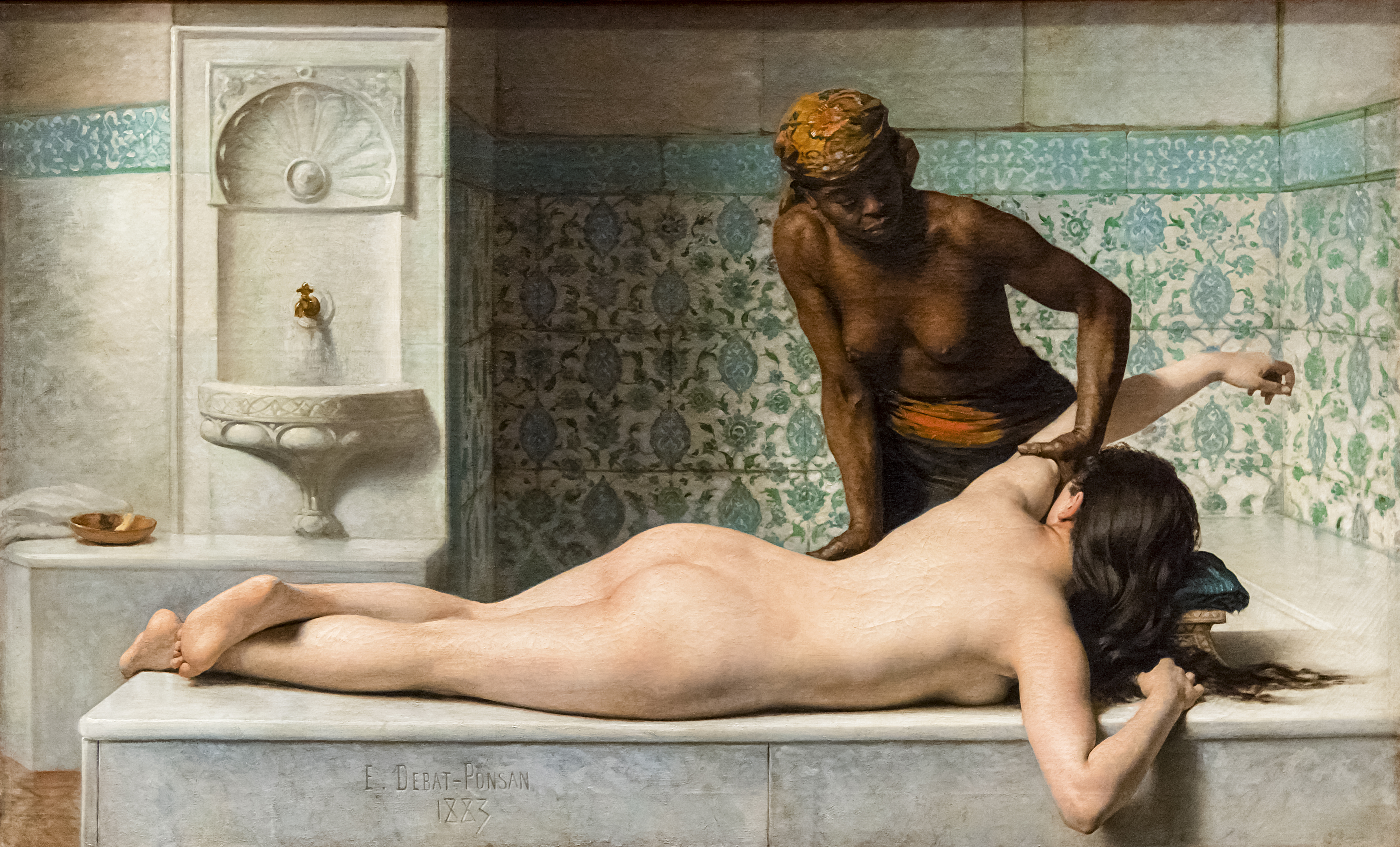
Édouard Debat-Ponsan, El masaje Hammam (1883)